# Élincourt-Sainte-Marguerite
Élincourt-Sainte-Marguerite é uma comuna francesa na região administrativa de Altos da França, no departamento de Oise. Estende-se por uma área de 10,98 km². Em 2010 a comuna tinha 870 habitantes (densidade: 79,2 hab./km²).